# غريتا دالي
غريتا دالي هي نحّاتة كندية، ولدت في 1929 في كيلونا في كندا، وتوفيت في 1978 في تورونتو في كندا.